# Frettemeule
Frettemeule è un comune francese di 288 abitanti situato nel dipartimento della Somme nella regione dell'Alta Francia.

## Toponimo
Il villaggio di Frettemeule appare con differenti nomi nei testi antichi. Si trova indicato come Quatuor Molae ("quattro mole", "quattro mulini") e Fractae Molae ("pietre spezzate") che potrebbe indicare un villaggio in rovina o la presenza di megaliti. Altre forme conosciute: Frestemoeulle, Fraitemeule, Frottamola. È omonimo di Frettemeule (Fracta mola, 1137) antica parrocchia della Senna Marittima, annessa nel 1823 al comune di Ancretiéville-Saint-Victor.

## Società

### Evoluzione demografica
Abitanti censiti